# Oniel Cousins
Oniel Theodore Cousins (* 29. Juni 1984 in Jamaika) ist ein ehemaliger American-Football-Spieler auf der Position des Guards. Er spielte für die Baltimore Ravens, Cleveland Browns und die Tampa Bay Buccaneers in der National Football League (NFL).

## Frühe Jahre
Cousins ging in Orange County, Kalifornien, auf die Highschool. Später besuchte er die University of Texas at El Paso. 2007 wurde er auf Grund seiner Leistungen für das Collegefootballteam in das First-Team All-Conference USA gewählt.

## NFL

### Baltimore Ravens
Cousins wurde im NFL-Draft 2007 in der dritten Runde an 99. Stelle von den Baltimore Ravens ausgewählt. In seinen vier Jahren bei den Ravens agierte er meist als Backup-Guard. Am 27. August 2011 wurde er von den Ravens entlassen.

### Cleveland Browns
Am 29. August 2011 wurde er von den Cleveland Browns unter Vertrag gestellt. In seinen drei Jahren mit den Browns startete er nur fünf Spiele und agierte sonst nur als Backup.

### Tampa Bay Buccaneers
Am 16. März 2014 unterzeichnete er einen Ein-Jahres-Vertrag bei den Tampa Bay Buccaneers. Nach der Saison fand er kein neues Team und beendete seine Profikarriere.